# Фейерик, Фердинан
Фердинан Фейерик (фр. Ferdinand Feyerick, 27 января 1865 — 12 сентября 1920) — бельгийский фехтовальщик, призёр Олимпийских игр.
Родился в 1865 году в Генте. В 1908 году принял участие в Олимпийских играх в Лондоне, где сумел завоевать бронзовую медаль в командном первенстве в фехтовании на шпагах. Его сын Робер Фейерик также стал известным фехтовальщиком, принимал участие в соревнованиях по фехтованию на саблях на Олимпийских играх 1920 и 1924 годов, и в 1920 году даже сумел подняться до 4-го места в командном первенстве.